# برنارد ماري
برنارد ماري (بالفرنسية: Bernard Marie) هو حكم اتحاد الرغبي ‏ وسياسي فرنسي، ولد في 17 يونيو 1918 في تولوز في فرنسا، وتوفي في 11 فبراير 2015 في نويي-سور-سين في فرنسا.

## مناصب
- انتخب نائب فرنسي عن دائرة Pyrénées-Atlantiques's 4th constituency [الإنجليزية]‏ خلال فترته النيابية  [لغات أخرى]‏ (3 أبريل 1978 – 22 مايو 1981).
- انتخب نائب فرنسي عن دائرة Pyrénées-Atlantiques's 4th constituency [الإنجليزية]‏ خلال فترته النيابية  [لغات أخرى]‏ (2 أبريل 1973 – 2 أبريل 1978).
- انتخب نائب فرنسي عن دائرة Pyrénées-Atlantiques's 4th constituency [الإنجليزية]‏ خلال فترته النيابية  [لغات أخرى]‏ (11 يوليو 1968 – 1 أبريل 1973).
- انتخب رئيس بلدية [الإنجليزية]‏ بياريتز (20 مارس 1977 – 19 مارس 1989).
- انتخب نائب فرنسي عن دائرة Pyrénées-Atlantiques's 4th constituency [الإنجليزية]‏ خلال فترته النيابية  [لغات أخرى]‏ (3 أبريل 1967 – 30 مايو 1968).